# Rompecabezas de disco ilustrado
El rompecabezas de disco ilustrado (en húngaro: kép korong) es un rompecabezas de combinación inventado en 1980 por el físico húngaro András Végh. El rompecabezas en forma de disco consta de dos piezas centrales: el disco interior y segmentos que forman un anillo a su alrededor. El número de segmentos es un número par, normalmente seis, ocho o doce.
El anillo exterior puede girar alrededor del disco central, de forma similar a una rueda que gira alrededor de su eje. Las dos partes del disco central también se pueden girar, junto con el anillo adjunto. Con estas operaciones se puede cambiar la combinación de las piezas. El objetivo del juego es obtener una combinación específica, como formar una imagen u ordenar una secuencia de números en los segmentos.